# Орзельн, Вернер фон
Ве́рнер фон О́рзельн (нем. Werner von Orseln; ок. 1280 — 18 ноября 1330, Замок Мариенбург) — 17-й великий магистр Тевтонского ордена с 1324 по 1330 год.

## Биография
Происходил из семьи фогта Урзельна (Гессен, недалеко от Франкфурта). Дата вступления в Тевтонский орден неизвестна, впервые упоминается в 1312 года как комтур Рагнита. В 1314 году был избран великим комтуром и комтуром Мариенбурга.
Во время переворота в Ордене в 1317 году поддержал великого магистра Карла фон Трира и был выслан из Пруссии вместе с ним. Однако после повторного избрания фон Трира великим магистром он вернулся в Пруссию в качестве его представителя, так как сам великий магистр возвращаться в Пруссию отказался. Фон Орзельну удалось восстановить порядок и субординацию в Ордене.
После смерти Карла фон Трира в 1324 году капитул Ордена выбрал фон Орзельна в качестве следующего великого магистра (16 июля). Сразу же после избрания он был вынужден начать переговоры с Королевством Польским. Переговоры не дали результатов, и Тевтонский орден начал подготовку к войне с Польшей. Великий магистр создал антипольскую коалицию в составе Ордена, князей мазовецких и силезских, а также короля Богемии и титулярного правителя Польши Иоанна Люксембургского. Предлогом для войны послужил военный поход поляков на княжество Плоцкое в 1327 году. В ответ великий магистр начал вторжение в Куявию и Добжиньскую землю.
Вернер фон Орзельн особое внимание уделял духовной жизни Ордена. Несмотря на продолжающуюся войну с Польшей, ему удалось организовать два местных собрания духовенства, а также издать несколько законов, составивших основу политической системы орденского государства.
В 1325, в связи с колонизацией и заселением внутренних районов Натангии, отдал распоряжение комтуру Бальги Дитриху фон Альтенбургу построить замок Илав (впоследствии Прейсиш-Эйлау, Багратионовск). В 1327 пожаловал поселению на острове Кнайпхоф статус города. В 1329 учредил госпиталь Святого Георга в Кенигсберге. 
Фон Орзельн умер 18 ноября 1330 года в Мариенбурге от нескольких ран, полученных во время покушения на него рыцаря Иоганна фон Эндорфа, «подстрекаемый диаволом и собственной неправедностью». 17-й великий магистр Тевтонского ордена был похоронен в кафедральном соборе Иоанна Богослова в Мариенвердере. В 2007-2008 годах его останки были эксгумированы и изучены в связи с археологическими работами в пресбитерии собора.
Обстоятельства гибели Вернера фон Орзельна остаются загадкой. Из официальных документов Ордена, а также из заявления, сделанного прусскими епископами на следующий день после похорон великого магистра, известно, что убийца фон Вернера был безумен (душевно болен). Возможно, реальные мотивы покушения были совсем другие, однако об этом известий не сохранилось.